# Ulisse Gualtieri
Ulisse Gualtieri (Casalbuttano ed Uniti, 27 marzo 1941) è un ex calciatore italiano, di ruolo attaccante.

## Carriera
Ha giocato in Serie A con il Torino negli anni '60, esordendo in maglia granata nella gara Torino-Parma (2-0) del 27 marzo 1960, disputata in Serie B. L'esordio nella massima serie è invece avvenuto il 26 marzo 1961 nella partita Torino-L.R. Vicenza (2-0), nella quale lo stesso Gualtieri ha messo a segno un gol sbloccando lo 0-0 iniziale.
Con la maglia granata ha collezionato 34 presenze in campionato con 5 reti all'attivo (48 presenze e 9 gol se si considerano le altre competizioni).
Durante la sua carriera ha indossato anche le maglie di Cosenza, Modena, Alessandria e Livorno, disputando con queste il campionato cadetto.
Nel 1972 ha una breve esperienza in Canada con il Toronto Italia, squadra della NSL, con cui vince il campionato 1972.

## Palmarès

### Club

#### Competizioni nazionali
- Serie B: 1

Torino: 1959-1960
- Canadian National Soccer League: 1

Toronto Italia: 1972